# Todd Boehly
Todd Lawrence Boehly (Estados Unidos, 20 de setembro de 1973) é um empresário, investidor e filantropo norte-americano. Ele é o co-fundador, presidente, CEO e membro controlador da Eldridge Industries, uma holding com sede em Greenwich, Connecticut.
Em 2021, ele tornou-se o CEO interino da Associação de Imprensa Estrangeira de Hollywood. Em 2022, ele tornou-se o proprietário do clube inglês de futebol, Chelsea, ao lado dos empresários e investidores, Hansjörg Wyss e Mark Walter.

## Carreira
Boehly, cujos avós emigraram da Alemanha, frequentou a Landon School em Bethesda, Maryland, graduando-se em 1991. Ele era um membro da equipe de luta livre da escola, que ganhou campeonatos IAC em 1990 e 1991. Em 2014, Landon nomeou suas instalações como Boehly Family Wrestling Room em homenagem a Boehly. Ele se formou no College of William & Mary em 1996 com um BBA em Finanças. Ele também estudou na London School of Economics. Enquanto estava na London School of Economics, Boehly começou a trabalhar no Citibank e depois no CS First Boston para ganhar experiência com finanças.
Boehly possui 20% do Los Angeles Dodgers e também é um dos proprietários do Los Angeles Sparks. Boehly é proprietário da empresa de esportes de fantasia DraftKings e da organização de esports Cloud9.
Boehly e Mark Walter adquiriram uma participação de 27% no Los Angeles Lakers juntos de Philip Anschutz em julho de 2021. Em fevereiro de 2021, o Lakers era o terceiro time mais valioso da NBA, com um valor estimado de US$ 5,14 bilhões. Em outubro de 2021, Boehly falou na cúpula "Invest in Sports" da SporticoLive, onde discutiu a indústria do esporte e o investimento em esportes profissionais.
Em 14 de dezembro de 2021, foi anunciado que Boehly estava liderando um grupo de proprietários em negociações exclusivas para comprar uma participação majoritária na Washington Spirit. Boehly havia entrado em negociações para comprar a franquia em outubro de 2021 e supostamente pretendia finalizar um acordo. Em 12 de janeiro de 2022, foi relatado que Boehly havia se retirado das negociações para comprar a equipe.
Em 2019, Todd Boehly fez uma tentativa de comprar o clube de futebol inglês Chelsea por US$ 3 bilhões, mas o atual proprietário, o magnata bilionário russo Roman Abramovich, rejeitou a oferta de aquisição. Em março de 2022, ele, ao lado de Hansjörg Wyss, formou um consórcio para comprar o clube de Abramovich, depois que o russo colocou o clube à venda em meio as sanções do governo do Reino Unido. Em 6 de maio de 2022, de acordo com o jornal inglês "The Daily Telegraph", foi anunciado que Boehly ao lado dos empresários e investidores, Hansjörg Wyss e Mark Walter, levaram a melhor na disputa do leilão para comprar o clube de Abramovich, pelo valor de 4,25 bilhões de libras.

## Filantropia
Boehly ajudou a fundar o Boehly Center for Excellence in Finance em 2014 na William & Mary's Raymond A. Mason School of Business com sua esposa Katie Boehly em 2014 por meio de um presente de vários anos. Eles também patrocinam o Stock Pitch e Leadership Summit feminino anual na William & Mary. Em 2020, Boehly e Katie comprometeram o financiamento para a construção de um novo complexo atlético e centro de desempenho esportivo na faculdade. Eles foram copresidentes honorários de uma campanha de US$ 55 milhões para financiar a William & Mary Athletics em 2021. Ele também está ativamente envolvido com várias organizações, incluindo Finding a Cure for Epilepsy and Seizures (FACES), a Brunswick School, a Prostate Cancer Foundation e a Focused Ultrasound Foundation.